# Arapaji bazilika
Az arapaji ókeresztény bazilika vagy rekonstruált nevén Szent Mihály-bazilika (albán bazilika paleokristiane e Arapajt, illetve bazilika e Shën Mëhillit) a 6–11. században működött, napjainkra csak romjaiban látható, bizánci stílusú kora keresztény bazilika Közép-Albániában, Durrës megyében, azon belül Durrës község, illetve Rrashbull alközség területén. Albánia egyik legnagyobb területű ókori bazilikája, emellett a helyszínt egy sírkamra tetejét díszítő mozaikábrázolás teszi különlegessé.

## Története
Az átrium területéről előkerült monogramos járókövezet I. Anasztasziosz bizánci császár uralkodásának idejéből (491–518) származik, ez alapján a bazilika építési idejét az 5–6. századok fordulójára teszik. A feltételezések szerint a bazilikát Mihály arkangyalnak szentelték, s használatban volt egészen a 11. századig, amikor – a kutatások szerint – az 1081-ben Dürrakhiont elfoglaló, Robert Guiscard vezette normann sereg felgyújtotta az épületet. Az elpusztított bazilika területén hantolták el I. Alexiosz bizánci császár testőrségének harcban elesett tagjait.
Az innen előkerült szórványos éremleletek alapján az egykori templom szűkebb környezete a 13. századig még lakott lehetett, az elkövetkező évszázadok során azonban a bazilikát elfeledték. A romokat csak 1974-ben fedezte fel egy albán régész házaspár, Hava és Sali Hidri, majd 1981–1983-ban feltárták az épület alapjait, valamint a híressé vált mozaikot is.

## Leírása
A bazilikarom Durrës központjától délkeletre légvonalban 5, közúton 10 kilométerre található, Arapaj falu déli határában, a Szent Mihály-domb (Kodra e Shën Mëhillit) oldalában. A helyszínt kerítés veszi körbe, de az északi oldalról nyíló kapun keresztül megközelíthető és bejárható.
A keleti tájolású bazilika hossztengelye kb. 60 méter, szélessége a narthexnél 20, a mellékhajók apszisainál 30 méter. Háromkaréjos típusú, azaz a két mellékhajó és az általuk közrezárt főhajó keleti vége egyaránt egy-egy apszisban, félköríves szentélyben végződik. A háromkaréjos alaprajz művészettörténeti kutatások alapján a szent- és vértanúkultusznak rendelt bazilikákat jellemezte a régióban, s vélhetően az arapaji fő feladata is valamely ereklye őrzése lehetett. Az épület négy bejárata a nyugati oldalon elhelyezkedő, az átriumot lehatároló narthexből nyílt, kettő a főhajóra, egy-egy pedig a mellékhajókra. A bazilika belső terét faragott oszlopfős kolonnád tagolta, de az ásatások során néhány kő- és bronzszobor-töredék is előkerült.
A bazilika déli oldalához csatlakozik egy kisebb, földbe süllyesztett sírkamra, amelyben egy férfi és egy nő maradványait tárták fel a régészek. A sírkamra tetejét egy gazdagon színezett (polikróm), 54 négyzetméteres mozaik fedi, amely napjainkig fennmaradt (állagvédelmi okokból azonban kavicsréteg borítja, így nem látható). A mai Albánia területéről ismert korabeli geometrikus mozaikoktól eltérő, de a szakrálistól (mitikustól vagy biblikustól) a profán irányába is eltávolodott ábrázolásai különlegessé teszik az arapaji helyszínt. A mozaikfelületen két jelenet látható: egyik részén két korabeli paraszt – egy nő és egy férfi – ül a szabadban kutyáikkal, lovakkal, kecskékkel és juhokkal körbevéve; a panel másik fele egy kétfülű kratért ábrázol, amelynek szájából kétfelé ömlik a bor, s az így kialakuló borpatak egy-egy ágához egy szarvasbika, illetve egy -tehén közeledik, hogy szomjukat csillapítsák. A feltételezések szerint az első kép az elhunyt pár paradicsombeli életét ábrázolja, míg a kratérből kiömlő bor Krisztus halálára és az eucharisztiára történő ikonográfiai utalás, esetleg annak megjelenítése, ahogy a szarvasokban allegorikus alakot öltő emberpár a halál után az örök élet forrásából iszik.